# Ніда
Ні́да (лит. Nida) — селище на Куршській косі в Литві, входить до складу Нярінги, є її адміністративним центром. Населення — 1650 жителів.

## Історія
Перші згадки поселення з такою назвою в хроніках Тевтонського ордена відносяться до 1429 і 1497 років, проте тодішня Ніда знаходилася за два кілометри на південь від нинішнього селища. Через загрозу від блукаючих дюн в 1784 році селище було перенесене на своє нинішнє місце. До 1945 року Ніда входила до складу Східної Пруссії.
У 1874 році на дюні Урбас був побудований маяк. Пізніше він був знищений німецькими військами, але після війни був відновлений радянською владою.
У 1923 році північна частина Куршської коси анексована Литвою разом з Клайпедським краєм. У 1939 повернена нацистською Німеччиною, а після Другої світової війни увійшла до складу Литовської РСР. Ніда і інші селища на литовській половині Коси (Юодкранте, Прейла і Пярвалка) були об'єднані в місто Нярінга, робилося це для спрощення адміністративного управління селищами, які, будучи розташовані на відстані кілометрів один від одного, ніколи не утворювали єдиного міста.
У 1970-х роках Ніда і решта селищ литовської половини коси стали закритим курортом для партійної номенклатури. Завдяки строгим обмеженням на забудову, забороні на промислову діяльність і субсидіям Ніда і навколишні території залишилися чистими і незабрудненими.

## Туристичні принади
У селищі і його околицях туристи можуть оглянути дюни (одні з найвищих в Європі), великий сонячний годинник, старовинний цвинтар, етнографічний музей, музей бурштину і неоготичну церкву 1888 року споруди.
Селище забудовано старомодними різнокольоровими дерев'яними будинками рибалок. Біля садиб можна побачити традиційні для цієї місцевості куршські вимпели.
З 2000 у Ніді щороку проводиться фестиваль джазу.
В наші дні кількість туристів, відвідуючих Ніду залишається досить низькою (близько п'ятдесяти тисяч щороку) через малу кількість місць для розміщення (оскільки в Ніді дозволяється тільки перебудовувати старі будинки або будувати нові будинки на місці старих, забудовувати ж вільну територію не можна), дуже високі ціни на розміщення, необхідність платити за поромну переправу в Клайпеді і за право на в'їзд на територію коси. Для туристів з малим бюджетом в Ніді діють кілька хостелів, до яких можна задешево дістатися на автобусі чи на велосипеді з Клайпеди. Поряд з селищем розташований кемпінг.
В основному Ніду відвідують туристи з Литви, Латвії, Росії і Німеччини.

## Відомі особистості, пов'язані з Нідою
Лауреат Нобелівської премії з літератури Томас Манн жив у Ніді з 1930 по 1932. Його будинок зберігся, і зараз там знаходиться культурний центр, присвячений письменникові, і невелика меморіальна експозиція.
Наприкінці XIX ст в Ніді проводили пленери художники Кенігсбергської академії мистецтв.

## Галерея

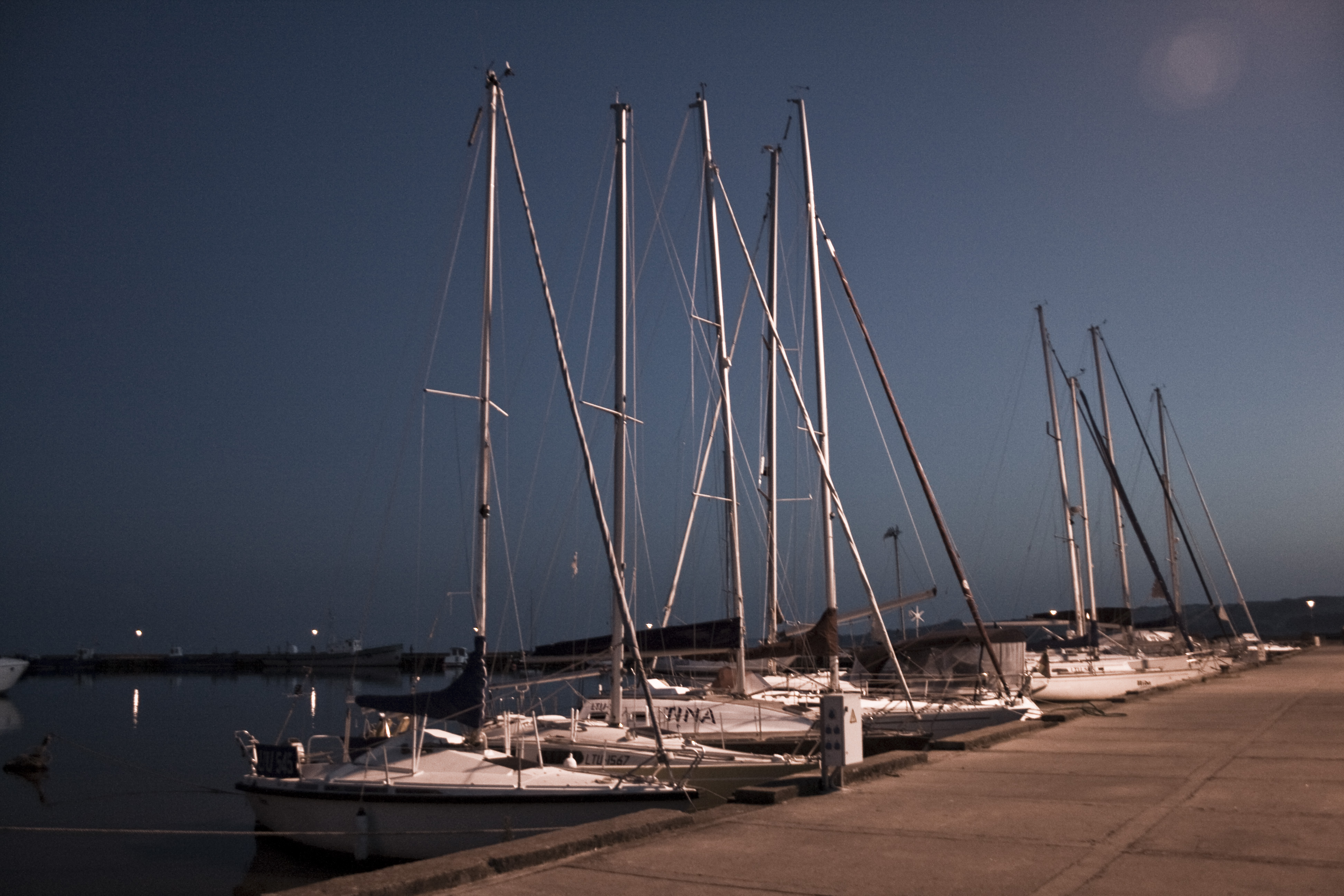
Човни у порту Ніди
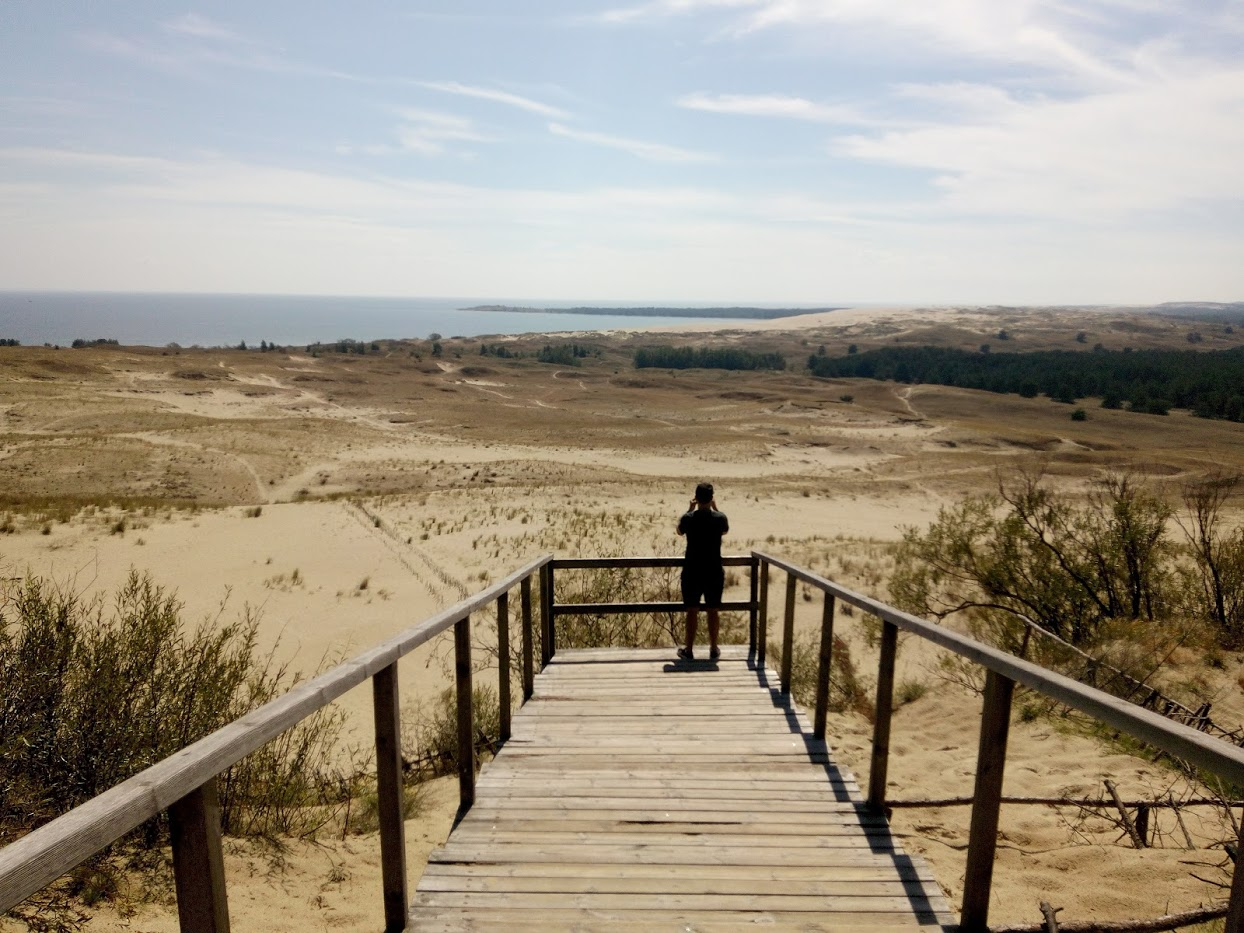
Дюни
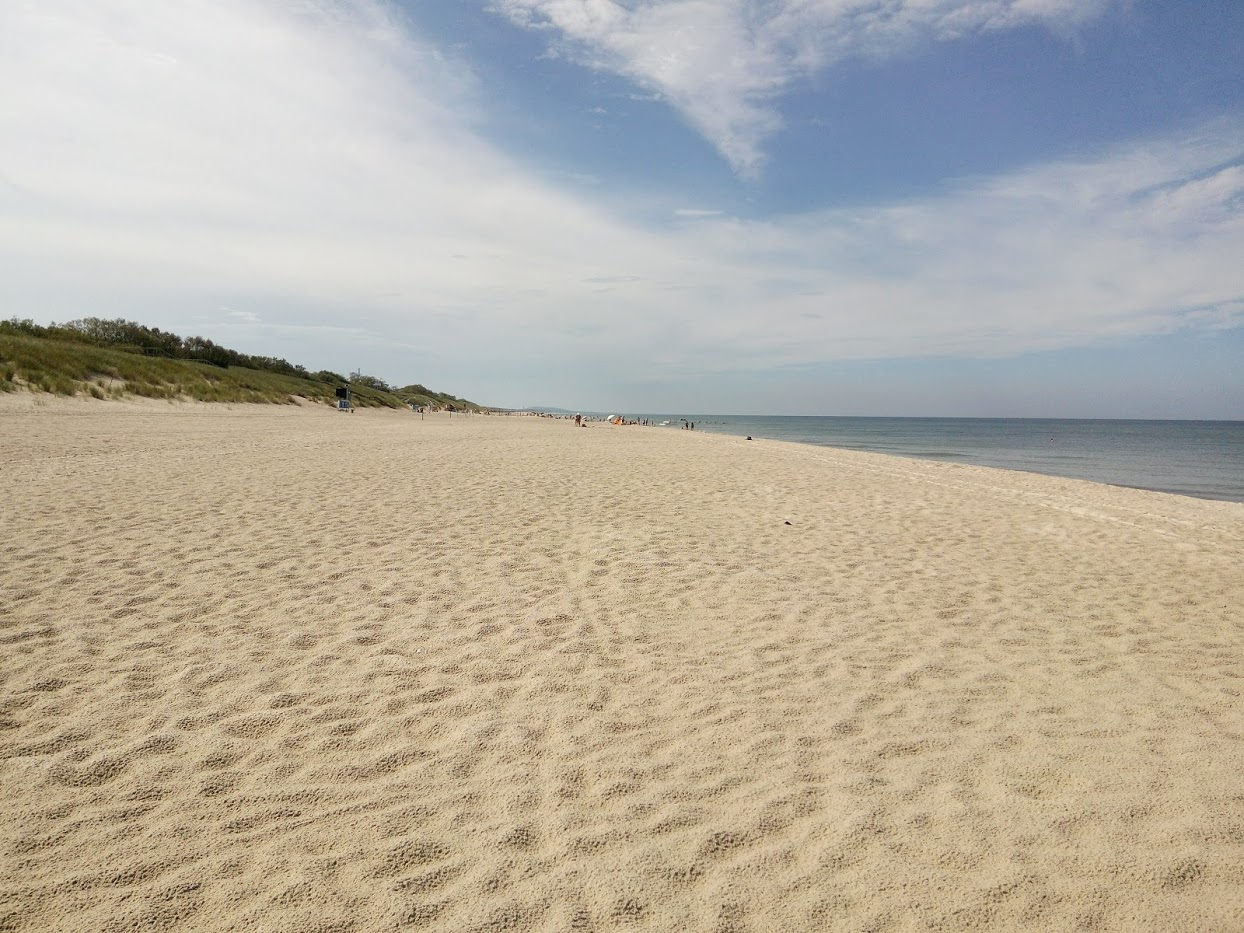
Пляж на Балтійському морі біля селища Ніда
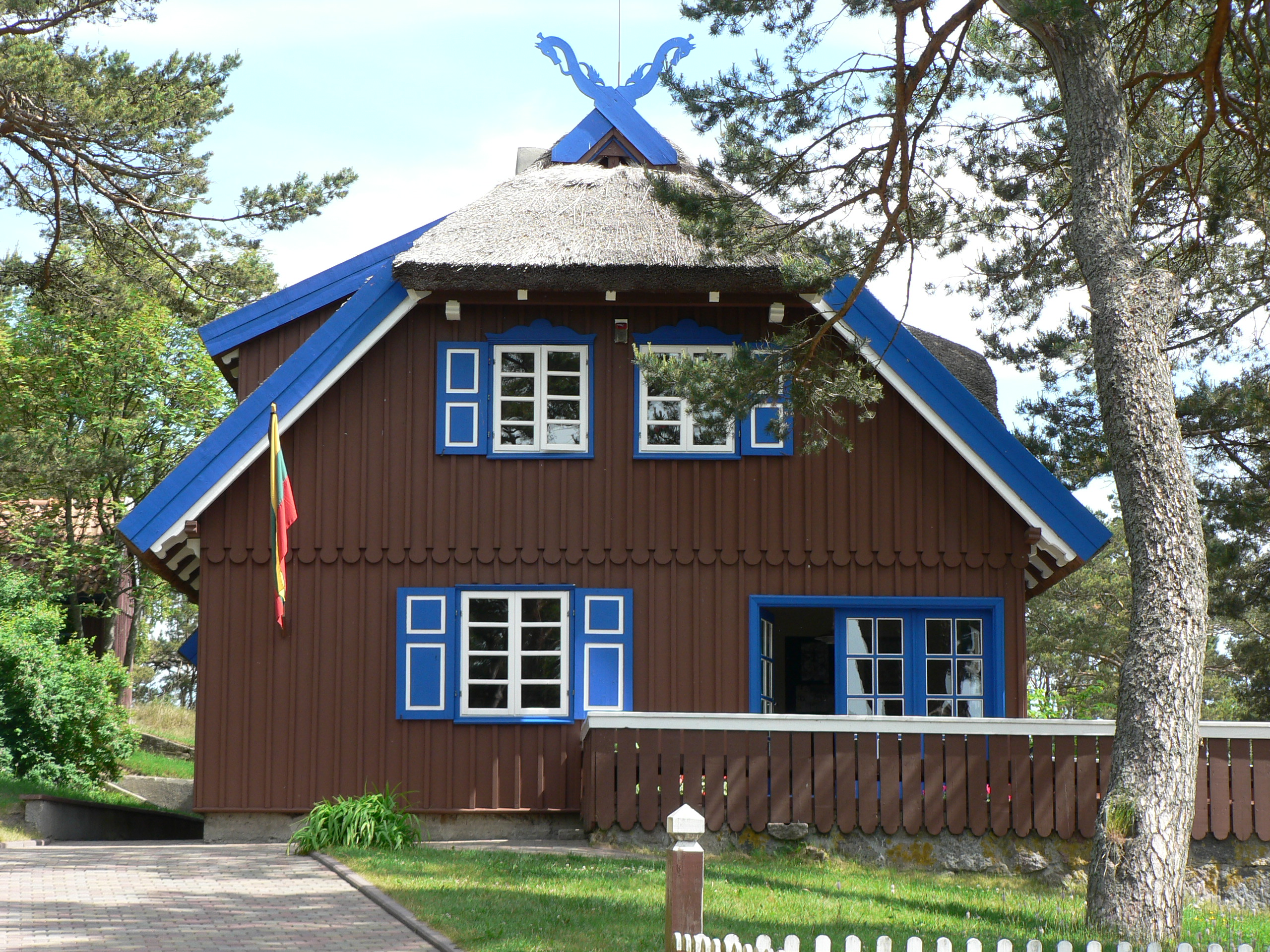
Будинок Томаса Манна
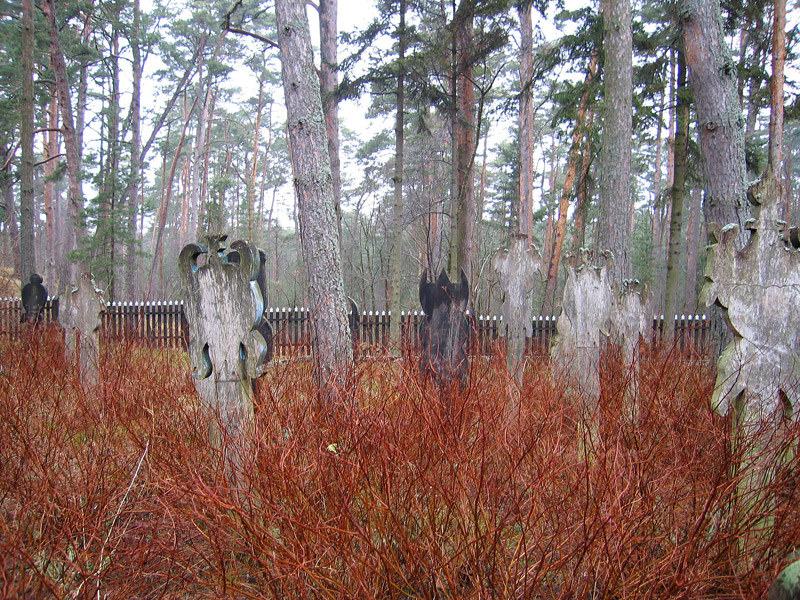
Старий цвинтар
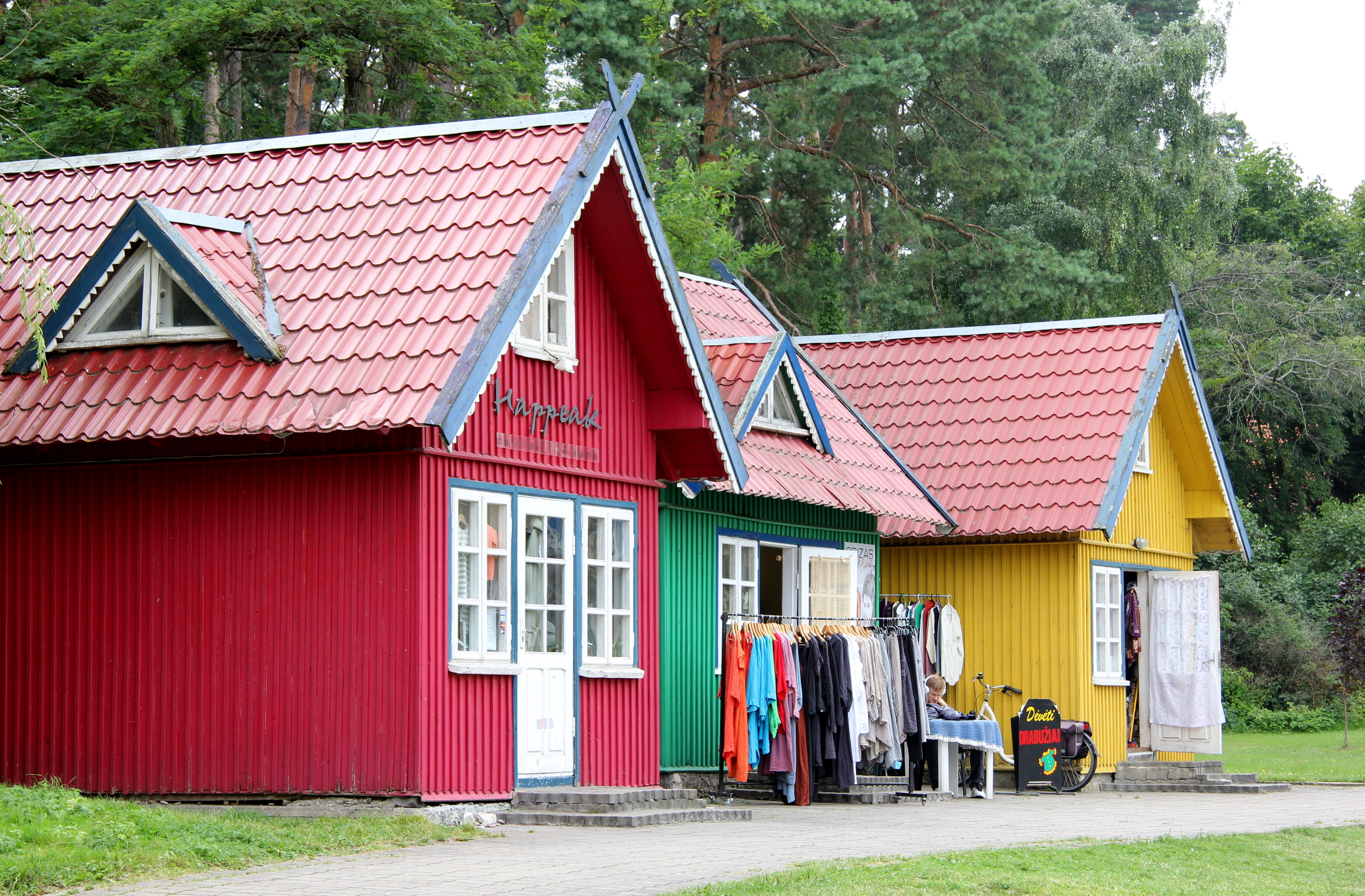
Будинки в Ніді
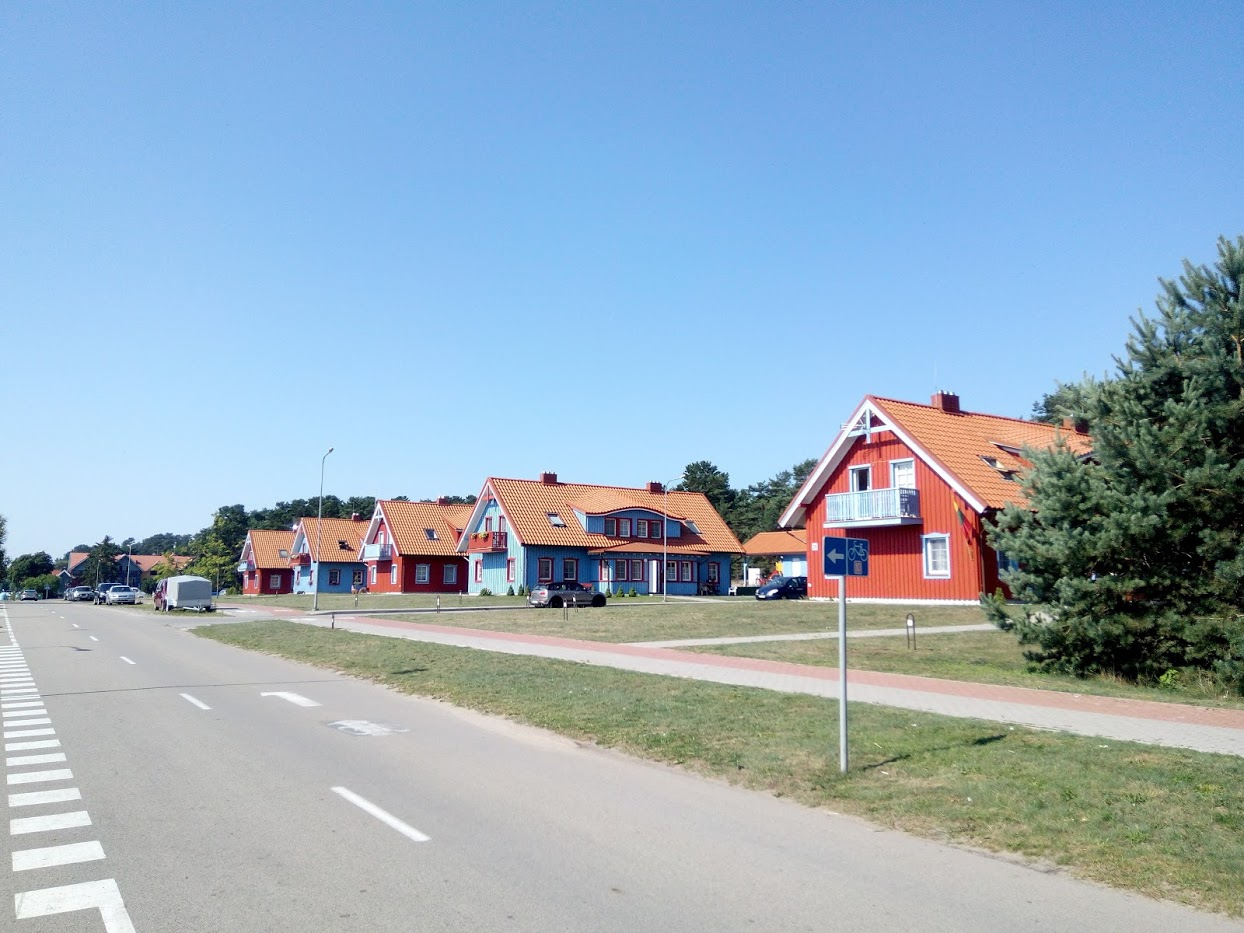
Будинки над дорогою
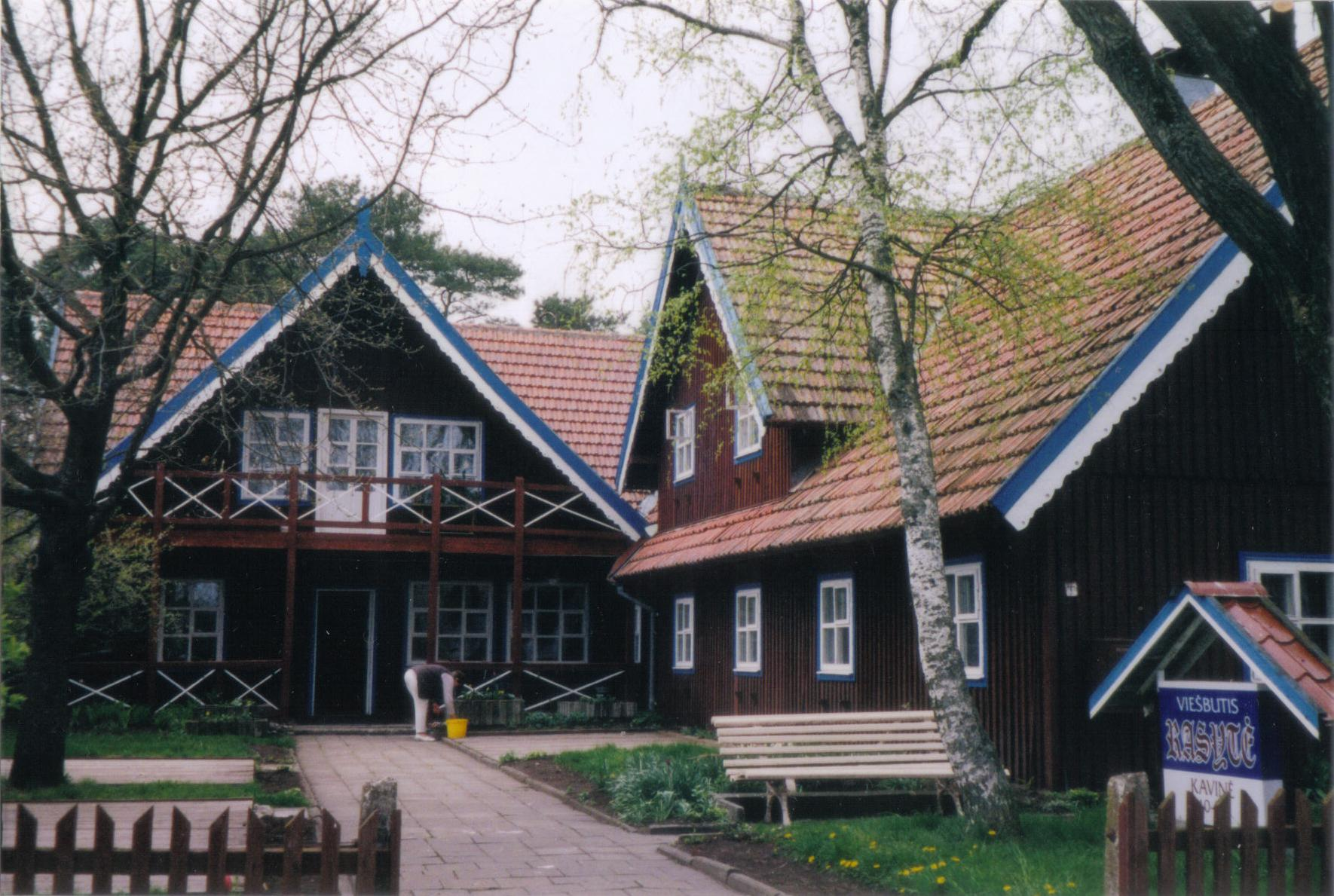
Кав'ярня у Ніді
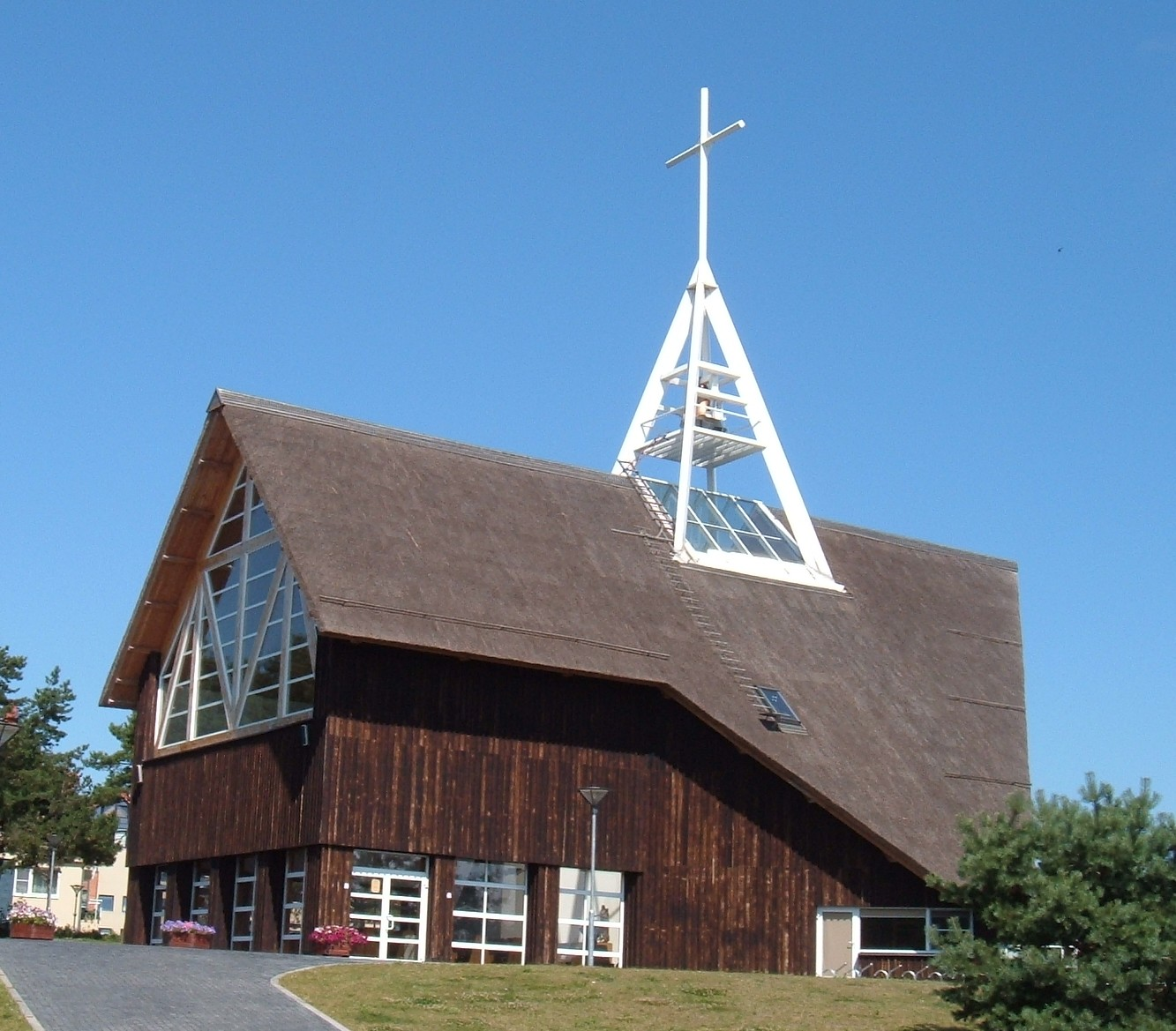
Нова католицька церкова у Ніді
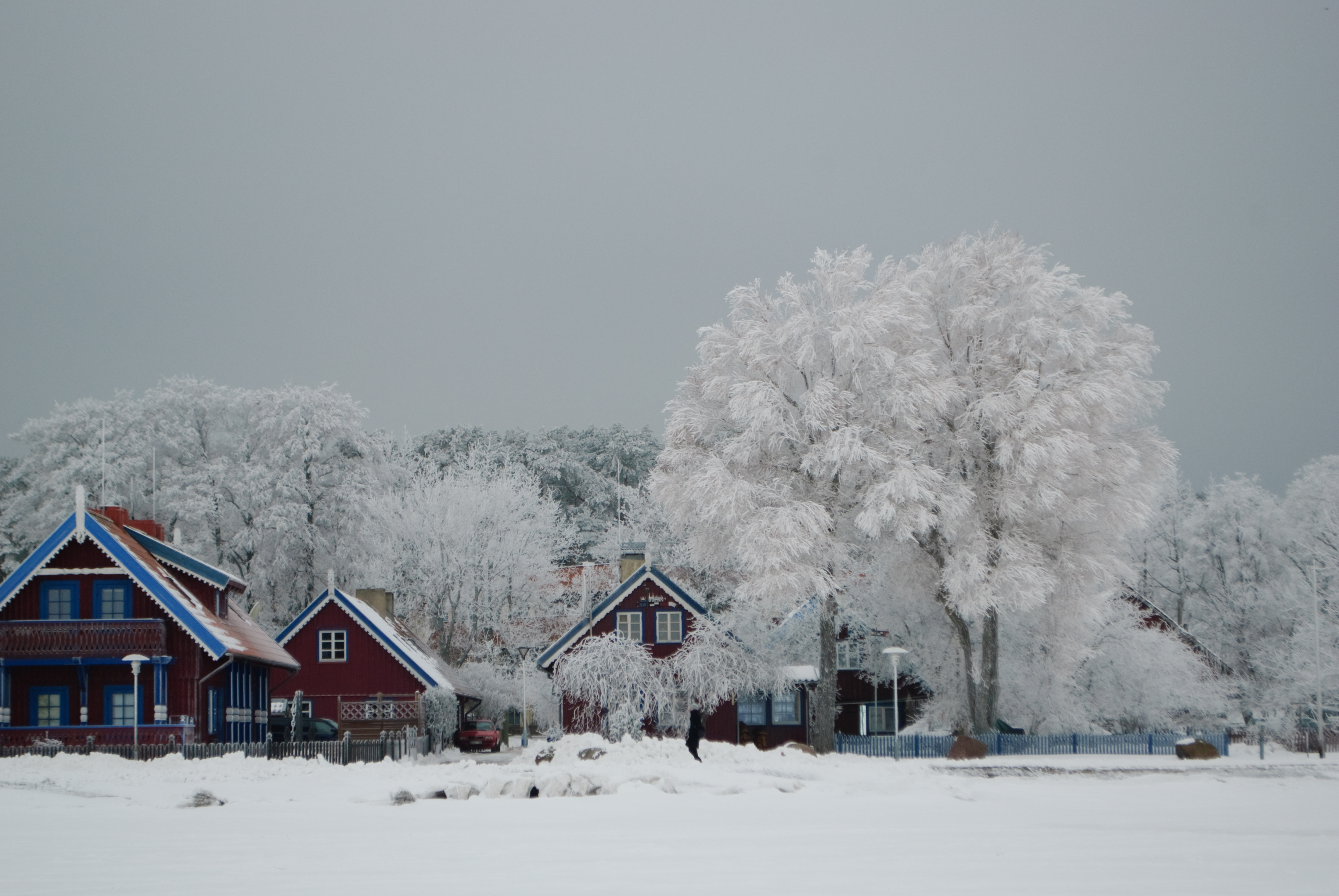
Селище взимку
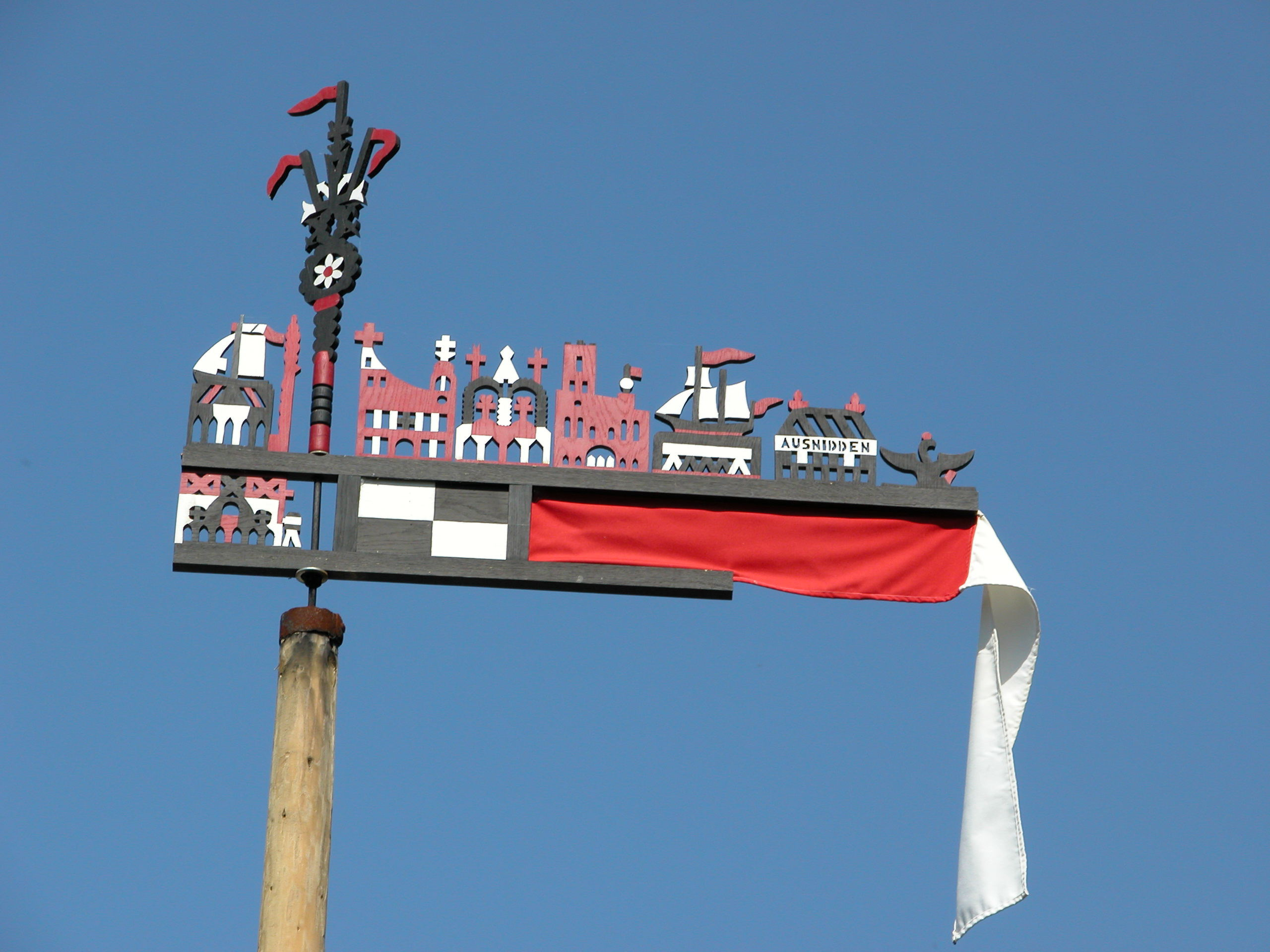
Куршський вимпел